# 東井三代次

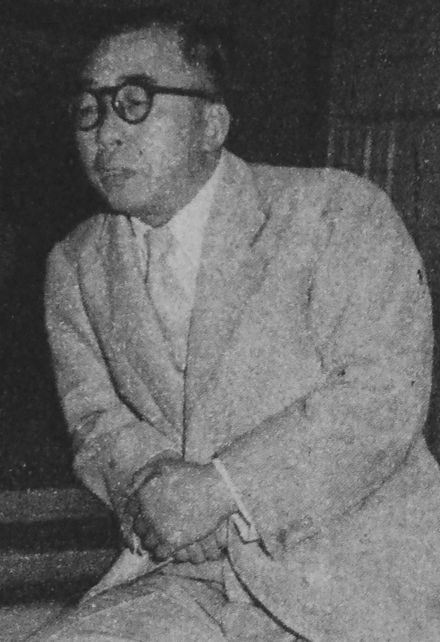
東井三代次（1952年）

東井 三代次（とうい みよつぐ、1900年〈明治33年〉12月14日 - 1998年〈平成10年〉8月2日）は、昭和期の宗教家、政治家。衆議院議員。

## 経歴
滋賀県出身。1928年（昭和3年）東京帝国大学法学部法律学科を卒業した。
天理教教庁印刷所長、同庶務課長、同輸送部長、同東京出張所長兼教庁総務、図書出版 (株) 養徳社社長などを務めた。
1946年（昭和21年）4月の第22回衆議院議員総選挙で奈良県全県区に無所属で出馬して初当選。1947年（昭和22年）4月の第23回総選挙で奈良県全県区に無所属で出馬して再選。1949年（昭和24年）1月、第24回総選挙に民主党公認で出馬して再選され、衆議院議員に連続3期在任した。この間、衆議院図書館運営委員長、民主党総務、同代議士会副会長、同政調会副会長を務めた。
その後、財団法人天理よろづ相談所常務理事、同世話部長、天理女子学院高等学校理事長などを務めた。

## 著作
- 『あの日あの時・おぢばと私』上巻、養徳社、1997年。
- 『あの日あの時・おぢばと私』下巻、養徳社、2000年。